# 邱國霖
邱國霖（?—1895年），字盛秀，清朝武秀才，苗栗縣銅鑼鄉竹森村人，乙未戰爭抗日人物。
邱國霖武秀才出身，監生邱光忠之子。1895年4月清廷因甲午戰爭失敗而簽訂馬關條約，割讓福建台灣省予日本。消息傳至台灣後，人心憤慨，於是台灣民主國成立，各地皆起兵響應。邱國霖亦召集鄉勇，籌備守衛鄉里。5月29日，日軍近衛師團登陸澳底，乙未戰爭遂起。6月中旬台北城失陷，6月15日（陰曆5月23日），吳湯興領軍北上支援時，邱國霖率「誠」字3營正規軍及十數營鄉勇蔚為先鋒總司令，於楊梅壢、湖口一帶遭遇日軍，遂與其正面激戰。
為支持乙未抗日戰爭，邱家曾一度散盡家產。台灣日治時期後邱家成立「邱光忠土地合資會社」，得意於香茅事業，並且出過邱雲賜、邱雲鵠、邱雲福與邱仕榮等四位醫學博士。其中邱仕榮後來擔任台大醫院院長，曾執國內醫學界牛耳，開啟義軍子弟從醫之先河。邱雲賜的兒子邱仕豐也是醫學博士。